# エンターブレイン
エンターブレイン（ENTERBRAIN）は、日本の出版社・KADOKAWAのブランドの一つ。エンターテインメント関連の雑誌・書籍の制作などを手掛けている。
本項では、前身である株式会社エンターブレインについても解説する。

## 概要

関連会社の統廃合図

西和彦が設立した旧株式会社アスキー（後の株式会社メディアリーヴス）の一部門であったエンターテインメント系の編集部が集まっていた第二編集統括本部が前身にあたる。ロゴは赤字のeb! のマークである。
社名の由来は「エンターテイメントのブレインになる」から。
2007年（平成19年）9月27日に角川グループホールディングス（角川GHD、現：KADOKAWA）がグループ傘下の株式会社アスキー（新社）と株式会社メディアワークスの合併協議を開始すると発表、2008年（平成20年）4月1日にメディアワークスがアスキー（新社）を吸収合併し株式会社アスキー・メディアワークスとなった。また、2010年（平成22年）10月1日にエンターブレインがメディアリーヴス（旧アスキー）を吸収合併した。これにより、会社の発祥である株式会社アスキーは消滅した。2013年（平成25年）10月1日に株式会社エンターブレインは、親会社の株式会社KADOKAWAに吸収合併され解散。以後エンターブレインは、株式会社KADOKAWAのブランドとなる。

## 沿革

### 株式会社エンターブレイン
- 1987年（昭和62年）1月30日 - 米国ベストロン・ピクチャーズ・インク（英語: Vestron Pictures）の日本子会社として映画の製作・配給等を目的にベストロン映画株式会社（Vestron Pictures Japan Inc.）を東京都港区虎ノ門三丁目8番26号に設立[2]。
- 1988年（昭和63年）
  - 2月 - 大阪市北区曽根崎新地一丁目3番23号に関西支社を設置。
  - 9月 - 本店を東京都港区虎ノ門一丁目17番3号へ移転
- 1990年（平成2年）
  - 3月 - 株式会社アスキーに対して第三者割当増資を実施。
  - 9月 - 商号をアスキーベストロン映画株式会社（ASCII VESTRON PICTURES, INC.）に変更。
  - 10月 - ビデオグラムの製造・発売（ポニーキャニオンに販売委託）を開始。
- 1991年（平成3年）
  - 3月 - カリフォルニア州ロサンゼルスに事務所を設置。
  - 4月 - 商号をアスキー映画株式会社に変更。
- 1994年（平成6年）
  - 5月 - 本店を東京都渋谷区代々木四丁目33番10号へ移転
- 1997年（平成9年）4月 - 商号を株式会社アスキービジュアルエンタテインメント（ASCII VISUAL ENTERTAINMENT, INC.）に変更。
- 2000年（平成12年）
  - 1月 - 商号を株式会社エンターブレイン（ENTERBRAIN, INC.）に変更。本店を東京都世田谷区若林一丁目18番10号へ移転。事業目的を出版事業及びゲームソフト開発に変更。
  - 4月1日 - 株式会社アスキー（後の株式会社メディアリーヴス）、株式会社アスペクトから、ファミ通を始めとするエンタテインメント系の編集部および、それに伴う営業部門、事務部門を譲り受ける。
- 2005年（平成17年）3月 - 本社を千代田区三番町6番地1へ移転。
- 2009年（平成21年）9月 - 販売機能を株式会社角川グループパブリッシング（角川GP）に完全移行。発行・エンターブレイン、発売・角川GPという体制となる。なお、営業活動を行う部署として「エンターブレイン営業局」は存続する。
- 2010年（平成22年）
  - 3月31日 - 子会社であった株式会社猿楽庁の全株式を株式会社ポールトゥウィンに売却
  - 10月1日 - 親会社であった株式会社メディアリーヴスを吸収合併
- 2011年（平成23年）
  - 1月20日 - 同年4月1日よりエンターブレイン他グループ各社の家庭用ゲームパブリッシング事業を角川ゲームスに統合することを発表
  - 2月28日 -  株式会社角川マーケティングからの吸収分割により株式会社角川マガジンズ（初代法人）を取得し、子会社化[3]。
  - 3月1日 - 株式会社角川マガジンズ（初代法人）を吸収合併[4]
- 2012年（平成24年）7月1日 - 株式会社角川コンテンツゲート（現株式会社ブックウォーカー）のソーシャルゲーム事業を譲受[5]
- 2013年（平成25年）10月1日 - 株式会社KADOKAWAに吸収合併され解散[6]。

### 株式会社KADOKAWA エンターブレイン
- 2013年（平成25年）10月1日 - 株式会社KADOKAWA エンターブレインブランドカンパニーを設置。
- 2014年（平成26年）12月22日・2015年（平成27年）1月5日 - 千代田区三番町から中央区築地へ移転[7]
- 2015年（平成27年）4月1日 - ブランドカンパニー制を廃止、エンターブレイン事業局となる。また、ゲームメディア関連事業、マーケティングリサーチ事業及びこれらの事業に付随する広告事業を親会社である株式会社KADOKAWA・DWANGO（現・株式会社KADOKAWA）に移譲[8]。
- 2016年（平成28年）3月31日 - エンターブレイン事業局を廃止[9]
- 2017年（平成29年）
  - 7月1日 - 会社分割により、雑誌『DVD＆ブルーレイでーた』および映画情報ウェブサイト『Movie Walker』の関連事業を株式会社エイガウォーカーに移管（同時に株式会社エイガウォーカーは株式会社ムービーウォーカーに商号変更）[10]。
  - 7月3日 - カドカワ株式会社（現・株式会社KADOKAWA）のゲーム情報ポータル事業を新設の株式会社Gzブレイン（現・株式会社KADOKAWA Game Linkage）に移譲[11][12]。
- 2020年（令和2年）3月頃 - 株式会社エンターブレイン時代から運用を続けてきた公式サイトが閉鎖（一部のページを除く[13]）。
- 2021年（令和3年）
  - 8月17日 - KADOKAWAオフィシャルサイト内のエンターブレインのブランドページが閉鎖[14]。
  - 10月1日 - ECサイト「エビテン（ebten）」と関連する事業を株式会社KADOKAWA Game Linkageに移管[15]

## 主な雑誌・書籍

### KADOKAWA発行の雑誌・書籍
コミックビーム
月刊漫画雑誌。前身誌は『アスキーコミック』と『ファミコミ』。
B's-LOG COMIC
女性向け月刊コミック誌。
ハルタ
漫画誌。
青騎士
隔月刊コミック誌。ハルタの兄弟誌。
ファミ通文庫
ライトノベル系文庫レーベル。
ビーズログ文庫
少女向けライトノベル系文庫レーベル。

### グループ会社発行の雑誌・書籍
KADOKAWA（エンターブレインブランド）からグループ会社へ移管され、KADOKAWAが発売を担当する。
ファミ通
高い知名度を持つ総合ゲーム雑誌。派生誌についてはファミ通#ファミ通一族を参照。現KADOKAWA Game Linkage発行。
B's-LOG（ビーズログ）
乙女ゲーム・ボーイズラブゲーム専門誌。現KADOKAWA Game Linkage発行。
てれびげーむマガジン
男児向けゲーム雑誌。現KADOKAWA Game Linkage発行。
ぴこぷり
女児向けゲーム情報誌。現KADOKAWA Game Linkage発行。
DVD&動画配信でーた
映画・映像ソフト情報誌。旧角川マガジンズ（初代）発行。現ムービーウォーカー発行。旧誌名『DVD&ブルーレイでーた』。

### かつて発行していた雑誌
- LOGIN
- E-LOGIN
- DearMy...
- PALETTA
- マジキュー
- Charaberry's
- kamipro（ワニマガジン社からの移籍）
- テックウィンDVD
- Windows Power
- サッカーJ+
- 月刊アルカディア (ARCADIA)
- CD&DLでーた（旧角川マガジンズ（初代）発行）
- エンタミクス（旧誌名『オトナファミ』）
- ゴルメカ（旧誌名『GOLF mechanic』）
- 花時間 - 季節の花やフラワーアレンジの情報誌。旧角川マガジンズ（初代）発行。2016年8月発売の商品より角川マガジンズブランドへ移行。移行後も問い合わせ先が「エンターブレイン カスタマーサポート」となっていた[16]。
- サラブレ - 競馬雑誌。
- TECH GIAN（テックジャイアン） - アダルトパソコンゲーム雑誌。

## 主なコンピュータゲーム
主に旧アスキー時代からの作品を発売していた。2011年以降、エンターブレインが企画・制作・著作するコンシューマー及びPC向けタイトルの発売元が角川ゲームスとなる。ただし、2015年12月発売の『RPGツクールMV』はスパイク・チュンソフトが発売元となる（2016年12月以降はKADOKAWAが発売元）。一方、スマートフォン向けはKADOKAWAとして直接提供している。
RPGツクールシリーズ
RPG制作ソフト。
ダービースタリオンシリーズ
ファミコン全盛時代末期に生まれた名作。第1作発売当時の開発部門は1996年に新会社パリティビットを立ち上げて独立。
ベストプレープロ野球シリーズ
『ダービースタリオン』と並ぶパリティビットの代表作。ダービースタリオン・ベストプレープロ野球は2002年以降、eb!が発売している。
ティアリングサーガ ユトナ英雄戦記
任天堂の『ファイアーエムブレム』開発チームの一部が独立して立ち上げた会社ティルナノーグが開発。任天堂より『ファイアーエムブレム』の類似作であるとして著作権等に関する訴訟を起こされた。
ベルウィックサーガ
ティアリングサーガ開発チームによるティアリングサーガシリーズ第2作。2005年5月発売。
トゥルー・ラブストーリーシリーズ
ビッツラボラトリー開発。
キミキス
アマガミ
フォトカノ
Cross Hermit 〜最果ての守護者〜
Windows 98/Me/2000/XP対応　リアルタイムシミュレーションゲーム
メタルマックスシリーズ
『メタルマックス3』（ニンテンドーDS用）以降。かつてはデータイーストから発売されていた。
妖怪百姫たん！

## ネットサービス
ebten
オンラインショッピングサイト
サラブレモバイル
競馬情報配信サイト
コミッククリア
無料WEBコミックサイト
ファミ通チャンネル
週刊ファミ通によるゲーム総合チャンネル
ファミ通App
スマートフォン向けゲームを中心としたゲーム情報メディア「ファミ通 App」のYouTube公式チャンネル
ぼくらのファミ通チャンネル
てれびげーむマガジンのYouTube公式チャンネル
eb!TV
エンターブレインのYouTube公式チャンネル
f-ism.net（Famitsu Intelligence Strategic Marketing Net）
企業向けゲームマーケティング情報サイト

### かつて運営していたサイト
MelodyClip♪
着信メロディサービス
マチウケClip!
待受画像サービス
ファミ通WaveTV
ゲーム関連動画配信サービス。2009年1月にムービーゲート内の「ファミ通TV+」に移転し終了。
ファミ通TV＋
ムービーゲート内のPC向けの有料動画配信サイト
efigo（エフィーゴ）
招待制SNSサービス
JOBエンタ
エンターテイメント業界特化型求人情報サイト
釣り曜日
釣り人のためのモバイルサイト
ファミ通FUNS UP
ゲームイラスト投稿サイト
eb!TV LIVE
PC向けライブ配信チャンネル

## かつて存在した関連会社
- ebクリエイティブ - 2006年11月に株式会社エンターブレインの子会社として設立。2015年11月に「ファミ通」「エンタミクス」の編集受託業務を終了。2016年に清算。
- 猿楽庁

## その他
- 美少女ゲーム雑誌を発行しているコアマガジンと提携し、『まじれす!! 〜おまたせリトルウイング〜』（キャラクターデザイン：みさくらなんこつ）の共同開発およびタイアップを行った。
- エンターブレインが角川ホールディングスの傘下に入ったことにより、同じ傘下のメディアワークスと業務が重複した問題に関し、『ファミ通』、『電撃』の両ブランドは当面の間継続するとのコメントを出した。ただ、美少女ゲーム誌等統合を始めたものもある。
- 公式ショップ「エビテン」ではエンターブレインの商品だけではなく、「エンタメ統計調査」のコーナーにおいて娯楽作品に関する統計データも販売している。
- まおゆう魔王勇者やログ・ホライズン、ニンジャスレイヤーなどのWeb小説がエンターブレインの文芸局ホビー事業部から書籍となり[27]多数ベストセラーとなっている。
- 2011年まで海外作品の翻訳は、スティーブ・ベリーの小説3作品と李英有の漫画「SiESTA」1作品のみだった。2012年にニンジャスレイヤーの刊行がスタートしたが、2013年にノンフィクションの「ゾンビサバイバルガイド」が追加されただけで国内作品と比べ非常に少なく、刊行本の大半はニンジャスレイヤーの続刊であるため、実質4作品しかない。角川の傘下に入っても翻訳作品には注力しない姿勢は変わっていない。